# كريسنتينو
كريسنتينو هي بلدية في مقاطعة فرشيلي التابعة لإقليم بييمونتي الإيطالي، تقع على بعد حوالي 35 كيلومتر (22 ميل) إلى الشمال الشرقي من مدينة تورينو وحوالي 30 كيلومتر (19 ميل) إلى الجنوب الغربي من فيرتشيلي.
تقع كريسنتينو على حدود البلديات التالية: بروساسكو، فونتانيتو بو، لامبورو، ليفورنو فيراري، مونتشستينو، سالوجيا، فيرولينو، فيروا سافويا.

## السكان
في سنة 1861 بلغ عدد السكان 6٬764 نسمة، وتطور العدد ليصل في سنة 2011 لـ 7٬984 نسمة.
يظهر هذا المخطط البياني تطور النمو السكاني لـ كريسنتينو

## مشاهير
- لويجي أرديتي (1822-1903) عازف الكمان والملحن.
- فيورنزا كوسوتو (مواليد عام 1935) مغنية ميزو-سوبرانو.

## وصلات خارجية
- الموقع الرسمي (بالإيطالية)